# La Pléiade
La Pléiade és el nom que reben els poetes francesos més destacats del segle xvi, títol en honor d'un grup similar d'Alexandria. Entre els seus objectius es troba fer conèixer la cultura clàssica i millorar el francès com a llengua literària a partir dels models grecollatins i els cultismes. Els autors canònics del grup són Joachim du Bellay (que actua com a líder), Jacques Peletier du Mans, Rémy Belleau, Jean-Antoine de Baïf, Pontus de Tyard, Jean Dorat, Pierre de Ronsard i Étienne Jodelle. Les seves poesies reflecteixen el model italià vigent a l'època, amb predomini del sonet i el tema amorós